# عارفین محمد
عارفین محمد (مالایی: Ariffin Mohammed, Ayah Pin; ۲۲ ژوئن ۱۹۴۱ – ۲۲ آوریل ۲۰۱۶) رهبر فرقه مالزیایی و بنیانگذار فرقه مذهبی پادشاهی آسمان اهل مالزی بود.